# 诺孕美特
诺孕美特（英語： 或 norgestamet，商品名：Syncro-Mate B、Crestar）是一种有机化合物，分子式为C23H32O4，属于孕激素类兽药，用于家牛的排卵週期调节。